# Placa mare
La placa mare, placa base o targeta mare (en anglès motherboard) és la targeta de circuits impresos central a l'ordinador que conté el microprocessador, la memòria RAM del sistema, circuits electrònics de suport, la ROM i ranures especials (slots) que permeten la connexió de targetes adaptadores addicionals. Aquestes targetes solen dur a terme funcions de control de perifèrics, com monitors, impressores, unitats de disc, etc.

## Funcionament
La majoria de plaques mare que es produeixen avui dia estan dissenyades per a ordinadors basats en el disseny d'IBM (IBM-Compatibles), els quals són el 90% de les vendes d'ordinadors. La placa mare és el component que agrupa tots els altres i permeten que la resta de components puguin comunicar-se entre si.
Les plaques mare també s'utilitzen en molts altres dispositius electrònics com telèfons mòbils, cronòmetres, rellotges, etc.
Una placa base típica conté el microprocessador, la memòria principal i altres components essencials. Altres components com l'emmagatzemament extern, els controladors de vídeo i so, i altres perifèrics, hi poden ser afegits bé com a targetes d'expansió (amb protocols com PCI) o a través de cables, tot i que en els ordinadors moderns és cada vegada més comú integrar alguns d'aquests dispositius directament a la placa base (els controladors de vídeo i so, el controlador de xarxa ethernet, ports USB, etc.).
Un dels components més importants de les plaques base és el chipset de suport al microprocessador, un conjunt de circuits integrats que proporcionen interfícies per a la comunicació de la CPU amb diversos busos i components externs. Aquest chipset determina en cert grau les funcions i prestacions de la placa base. El chipset es compon de NorthBridge i SouthBridge.
- El NorthBridge controla les funcions d'accés cap a i entre el microprocessador, la memòria RAM, el port gràfic AGP, i les comunicacions amb el SouthBrigde.
- El SouthBridge controla els dispositius associats com són la controladora de discs IDE, els ports USB, FireWire, SATA, RAID, ranures PCI, ranura AMR, ranura CNR, ports d'infrarojos, disquetera, Ethernet i una llarga llista amb tots els elements que podem imaginar integrats en la placa mare.

Les plaques base inclouen, com a mínim:
- Sòcol per instal·lar-hi un o més microprocessadors.
- Sòcols per instal·lar-hi la memòria principal del sistema (típicament en forma de mòduls DIMM que contenen xips DRAM).
- Xips de memòria no volàtil (normalment Flash ROM en les plaques base modernes) que contenen el firmware (també anomenat microprogramari) del sistema o BIOS.
- Un generador de rellotge que produeix el senyal de rellotge del sistema per sincronitzar els diferents components.
- Sòcols per a targetes d'expansió (que interaccionen amb el sistema a través dels busos suportats pel chipset).
- Connectors d'alimentació, que reben l'electricitat de la font d'alimentació i la distribueixen a la CPU, el chipset, la memòria principal, i les targetes d'expansió.[2]

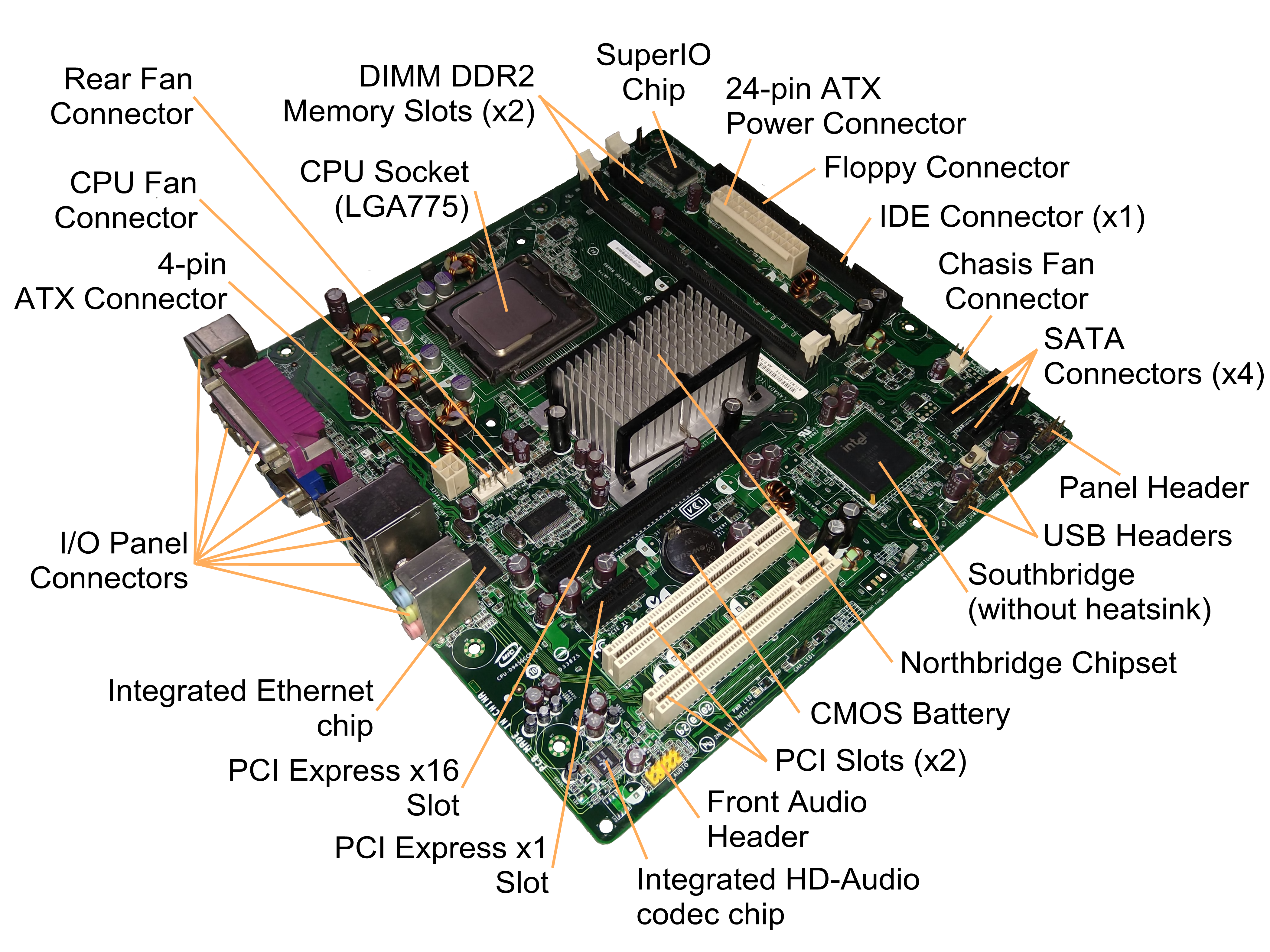
Intel D945GCCR Socket 775

## Components

Diagrama d'una placa base típica.

Una placa base típica admet els següents components:
- Connectors d'alimentació d'energia elèctrica.
- Sòcol de CPU (monoprocessador) o sòcols de CPU (multiprocessador).
- Ranures de RAM.
- Chipset.

### Connectors d'alimentació

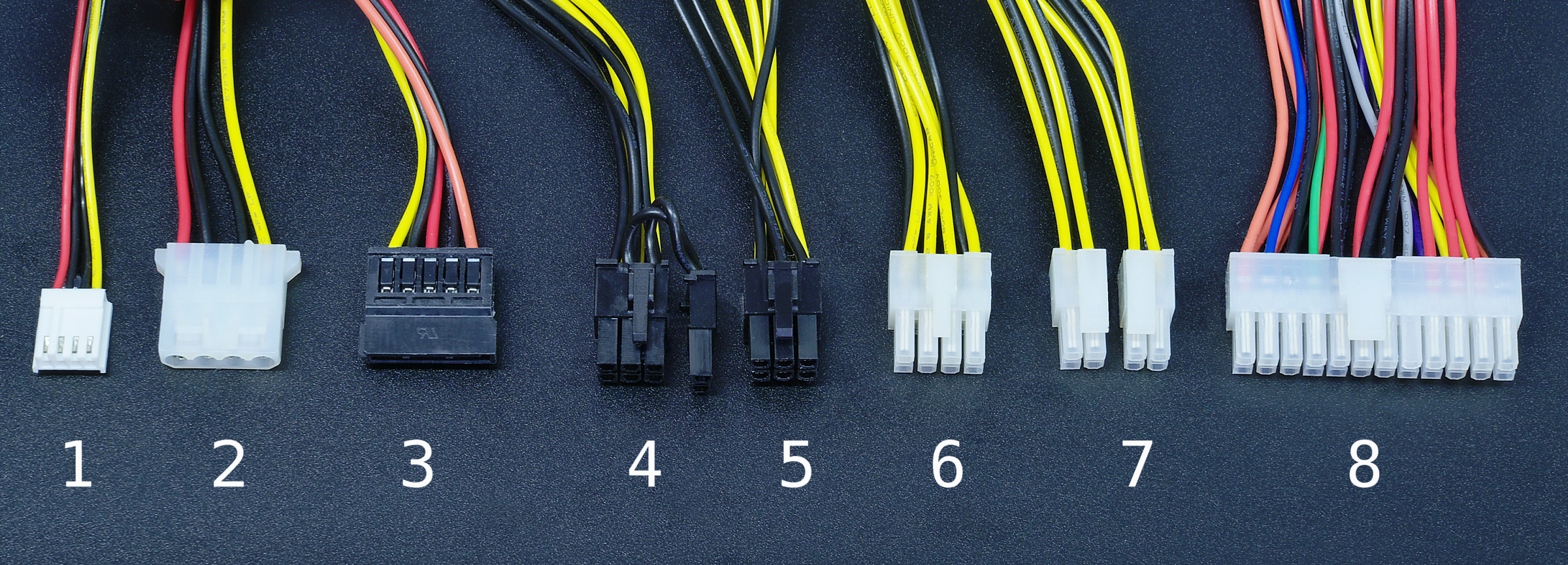
Connectors de la font d'alimentació de tipus ATX2 per a PC:
(1) mini molex per a FDD.
(2) Molex universal: per a dispositius IDE, HDD i unitat de disc òptic.
(3) per a dispositius SATA.
(4) per a targetes gràfiques de 8 pins, separable per 6 pins.
(5) per a targeta gràfica de 6 pins.
(6) per a placa base de 8 pins.
(7) per CPU P4, combinat per al connector de la placa base de 8 pins a 12 V.
(8) ATX2 de 24 pins.

Per a un o varis d'aquests connectors d'alimentació, una alimentació elèctrica proporciona a la placa base els diferents voltatges i intensitats necessaris per al seu funcionament.

### Ports de CPU

Placa base per a ordinador personal d'escriptori amb els seus components típics i interfícies. Aquest model va ser fabricat per Foxconn en 2007 usant la disposició microATX, una de les més utilitzades per a ordinadors personals.

El sòcol de CPU (socket) és un receptacle que encasta el microprocessador i ho connecta amb la resta de components a través del bus frontal de la placa base.
Si la placa base disposa d'un únic sòcol per a microprocessador, es denomina monoprocessador. En canvi, si disposa de dos o més sòcols, es denomina placa multiprocessador.

### Ranures de RAM
Les plaques base consten de ranures (slots) de memòria d'accés aleatori, el seu nombre és de 2 a 
8 ranures en una mateixa placa base comuna.
En elles s'insereixen aquestes memòries del tipus convenient depenent de la velocitat, capacitat i fabricadora requerida segons la compatibilitat de cada placa base i la CPU.

### Joc de xips
El joc de xips o chipset és una sèrie o conjunt de circuits electrònics, que gestionen les transferències de dades entre els diferents components de l'ordinador (processador, memòria, targeta gràfica, unitat d'emmagatzematge secundari, etcètera).
El chipset, generalment es divideix en dues seccions:
1. NorthBridge: gestiona la interconnexió entre el microprocessador, la memòria RAM i la unitat de processament gràfic.
2. SouthBridge: gestiona la interconnexió entre els perifèrics i els dispositius d'emmagatzematge, com els discos durs o les unitats de disc òptic.

Les noves línies de processadors d'escriptori tendeixen a integrar el mateix controlador de memòria dins del processador.

### Altres components importants
- El rellotge: regula la velocitat d'execució de les instruccions del microprocessador i dels perifèrics interns.
- La CMOS: una petita memòria que preserva certa informació important (com la configuració de l'equip, data i hora), mentre l'equip no està alimentat per electricitat.
  - La pila de la CMOS: proporciona l'electricitat necessària per operar el circuit constantment i que aquest últim no s'apagui perdent la sèrie de configuracions guardades, com la data, hora, seqüència d'arrencada...
- La BIOS: un programa registrat en una memòria no volàtil (antigament en memòries ROM, però des de fa temps s'empren memòries flaix). Aquest programa és específic de la placa base i s'encarrega de la interfície de baix nivell entre el microprocessador i alguns perifèrics. Recupera, i després executa, les instruccions del registre d'arrencada principal (Master Boot Record, MBR), o registrades en un disc dur o un dispositiu d'estat sòlid, quan arrenca el sistema operatiu.
  - Actualment, els ordinadors moderns substitueixen el MBR per la taula de particions GUID (GPT) i el BIOS per Extensible Firmware Interface (EFI).
- El bus frontal o bus davanter (front-side bus o FSB): també anomenat bus intern, connecta el microprocessador al chipset. Està caient en desús enfront de HyperTransport i Quickpath.
- El bus de memòria connecta el chipset a la memòria temporal.
- El bus d'expansió (també anomenat bus I/S): uneix el microprocessador als connectors d'entrada/sortida i a les ranures d'expansió.
- Els connectors d'entrada/sortida que compleixen normalment amb la norma PC 99; aquests connectors inclouen:
  - Els ports sèrie, per connectar dispositius antics.
  - Els ports paral·lels, per a la connexió d'impressores antigues.
  - Els ports PS/2 per connectar teclat i ratolí; aquestes interfícies tendeixen a ser substituïdes per USB.
  - Els ports USB (en anglès Universal Serial Bus), per exemple, per connectar diferents perifèrics, com per exemple: ratolí, teclat, memòria USB, telèfons intel·ligents, impressores.
  - Els connectors RJ-45, per connectar-se a una xarxa informàtica.
  - Els connectors VGA, DVI, HDMI o DisplayPort per a la connexió del monitor d'ordinador o projector de vídeo.
  - Els connectors IDE o Serial ATA, per connectar dispositius d'emmagatzematge, així com discos durs (HDD), dispositius d'estat sòlid (SSD) i unitats de disc òptic.
  - Els connectors jacks d'àudio, per connectar dispositius d'àudio, per exemple: altaveus i auriculars (codi de color: verd), i micròfons (codi de color: rosat).
- Les ranures d'expansió: es tracta de receptacles (slots) que poden acollir plaques o targetes d'expansió (aquestes targetes s'utilitzen per agregar característiques o augmentar el rendiment de l'ordinador; per exemple, una targeta gràfica es pot afegir per millorar el rendiment 3D). Aquests ports poden ser ports:
  - ISA (Industry Standard Architecture) interfície antiga,
  - PCI (Peripheral Component Interconnect),
  - AGP (Accelerated Graphics Port) i,
  - PCIe o PCI-Express, són els més recents.

- Amb l'evolució dels ordinadors, cada cop més característiques s'han integrat en la placa base, així com a circuits electrònics per a la gestió del vídeo, de so o de xarxes, evitant així l'addició de targetes d'expansió:
  - interfície gràfica integrada o unitat de processament gràfic (GPU, Graphics Processing Unit, o IGP, Integrated Graphic Processor);
  - interfície integrada d'àudio o so;
  - interfície integrada Ethernet o ports de xarxa integrats ((10/100 Mbit/s)/(1 Gbit/s)).

- En la placa també existeixen diferents conjunts de pins, anomenats jumpers o ponts, que serveixen per configurar altres dispositius:
  - JMDM1: Serveix per connectar un mòdem pel qual es pot encendre el sistema quan aquest rep un senyal.
  - JIR2: Aquest connector permet connectar mòduls d'infrarojos IrDA, havent de configurar la BIOS.
  - JBAT1: S'utilitza per poder esborrar totes les configuracions que com a usuari podem modificar i restablir les configuracions que vénen de fàbrica.
  - JP20: Permet connectar àudio en el panell frontal.
  - JFP1 i JFP2: S'utilitza per a la connexió dels interruptors del panell frontal i els leds.
  - JUSB1 i JUSB3: És per connectar ports USB del panell frontal.

### Tipus de bus

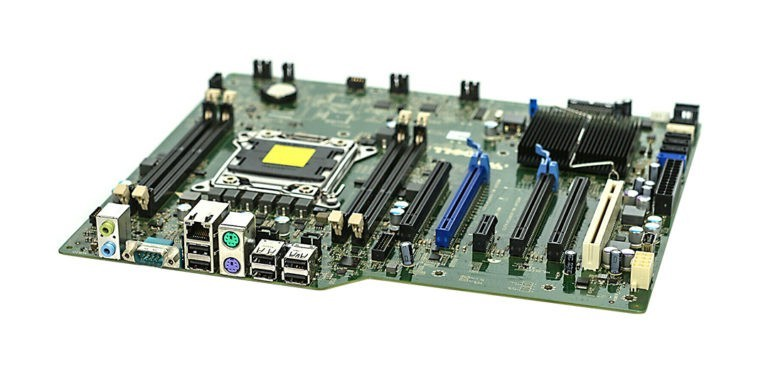
Targeta mare Dell T3600

Els busos són espais físics que permeten el transport d'informació i energia entre dos punts de l'ordinador.
Els busos generals són cinc:

#### Bus de dades
Els busos de dades són les línies de comunicació per on circulen les dades externes i interns del microprocessador.

#### Bus d'adreça
El bus d'adreça és la línia de comunicació per on viatja la informació específica sobre la localització de l'adreça de memòria de la dada o dispositiu al qual es fa referència.

#### Bus de control
El bus de control és la línia de comunicació per on es controla l'intercanvi d'informació amb un mòdul de la unitat central i els perifèrics.

#### Bus d'expansió
Els busos d'expansió són el conjunt de línies de comunicació encarregat de portar el bus de dades, el bus d'adreça i el de control a la targeta d'interfície (entrada, sortida) que s'agrega a la placa principal.

#### Bus del sistema
Tots els components de la placa base es vinculen a través del bus del sistema, mitjançant diferents tipus de dades del microprocessador i de la memòria principal, que també involucra a la memòria elegància de nivell 2. La velocitat de transferència del bus de sistema és determinada per la freqüència del bus i l'ample.

## Formats de plaques mare
Hi ha molts formats de plaques mare, depenent del lloc on es vulguin posar, depenent de les circumstàncies i mida de la caixa.

Mides estàndards de les plaques mare

Les plaques base necessiten tenir moltes dimensions compatibles amb les caixes que les contenen, de manera que des dels primers computadors personals s'han establert característiques mecàniques, anomenades factor de forma. Defineixen la distribució de diversos components i les dimensions físiques, com per exemple el llarg i ample de la targeta, la posició dels forats pels cargols de subjecció i les característiques dels connectors.
Amb els anys, diverses normes es van anar imposant.

### XT
1983: XT (sigla en anglès de eXtended Technology, «tecnologia estesa») és el format de la placa base de l'ordinador IBM PC XT (model 5160), llançat en 1983. En aquest factor de forma es va definir una grandària exactament igual al d'una fulla A4 i un únic connector extern per al teclat.

### AT
1984: AT (Advanced Technology, «tecnologia avançada») és un dels formats més grans de tota la història de la PC (305×279–330 mm), va definir un connector de potència format per dues parts. Va ser usat de manera extensa de 1985 a 1995.
- AT: 305×305 mm (IBM)
- Baby-AT: 216×330 mm

### ATX
1995: ATX (Advanced Technology eXtended, «tecnologia avançada estesa») Utilitza les connexions exteriors en forma d'un panell d'E/S i va definir un connector de 24 pins per a l'energia. S'usa en l'actualitat en forma d'algunes variants, que inclouen connectors d'energia extra o reduccions de grandària.
- ATX: 305×244 mm (Intel)
- microATX: 244×244 mm
- FlexATX: 229×191 mm
- MiniATX: 284×208 mm

### ITX
2001: ITX (Information Technology eXtended, «tecnologia d'informació estesa»), amb trets procedents de les especificacions microATX i FlexATX d'Intel, el disseny de VIA se centra en la integració en placa base del major nombre possible de components, a més de la inclusió del maquinari gràfic en el propi chipset de l'equip, sent innecessària la instal·lació d'una targeta gràfica en la ranura AGP.
- ITX: 215×195 mm (VIA)
- Mini-ITX: 170×170 mm
- Nano-ITX: 120×120 mm
- Pico-ITX: 100×72 mm

### BTX
2004: BTX (Balanced Technology eXtended, «tecnologia balancejada estesa») va ser retirada en molt poc temps per la falta d'acceptació, va resultar pràcticament incompatible amb ATX, excepte en la font d'alimentació. Va ser creada per intentar solucionar els problemes de soroll i refrigeració, com a evolució de l'ATX.
- BTX: 325×267 mm (Intel)
- Micro BTX: 264×267 mm
- Pico BTX: 203×267 mm
- Regular BTX: 325×267 mm

### DTX
2007: DTX eren destinades als PC de petit format. Fan ús d'un connector d'energia de 24 pines i d'un connector addicional de 2x2.
- DTX: 248×203 mm (AMD)
- Mini DTX: 170×203 mm
- Full DTX: 243×203 mm

### Formats privatius
Durant l'existència del PC, moltes marques han intentat mantenir un esquema tancat de maquinari, denominat privatiu, fabricant plaques base incompatibles físicament amb els factors de forma amb dimensions, distribució d'elements o connectors que són atípics. Entre les marques més persistents està Dell, que rares vegades fabrica equips dissenyats amb factors de forma de la indústria.

## Fabricants de plaques base
Diversos fabricants es reparteixen el mercat de plaques base, tals com: Advantech, Albatron, Aopen, ASUS, AsRock, Biostar, Chaintech, Dell, DFI, ECS EliteGroup, FIC, Foxconn, Gigaoctet Technology, iBase, iEi, Intel, Lenovo, MSI, Pc Chips, Sapphire Technology, Super Micro, Tyan, VIA, XFX, Zotac.
Alguns dissenyen i fabriquen un o més components de la placa base, mentre que uns altres assemblen els components que tercers han dissenyat i fabricat.

## Tipus de plaques principals
La majoria de les plaques de PC fabricades a partir de 2001 es poden classificar en dos grups:
- Les plaques base per a microprocessadors AMD:
  - Slot A: Duron, Athlon
  - Socket A: Duron, Athlon, Athlon XP, Sempron
  - Socket 754: Athlon 64, Mobile Athlon 64, Sempron, Turion
  - Socket 939: Athlon 64, Athlon FX, Athlon X2, Sempron, Opteron
  - Socket 940: Opteron i Athlon 64 FX
  - Socket AM2: Athlon 64, Athlon FX, Athlon X2, Sempron, Phenom
  - Socket F: Opteron
  - Socket AM2 +: Athlon 64, Athlon FX, Athlon X2, Sempron, Phenom
  - Socket AM3: Phenom II X2/X3/X4/x6, Athlon II X2/X3/X4, Sempron 100 Sèries
  - Socket AM3+: Sempron, Athlon II X2/X3/X4, Phenom II X2/X3/X4/X6, FX X4/X6/X8
  - Socket FM1: A4X2, A6X3/X4, A8X4, Athlon II
  - Socket FM2: APU A4, APU A6, APU A8, APU A10, Athlon II X2/X4
  - Socket AM4: Processadors d'arquitectura Zen

- Les plaques base per a microprocessadors Intel:
  - Socket 7: Pentium I, Pentium MMX
  - Slot 1: Pentium II, Pentium III, Celeron
  - Socket 370: Pentium III, Celeron
  - Socket 423: Pentium 4
  - Socket 478: Pentium 4, Celeron
  - LGA 775: Pentium 4, Celeron, Pentium D (doble nucli), Core 2 Duo, Core 2 Quad, Core 2 Extreme, Xeon
  - Socket 603: Xeon
  - Socket 604: Xeon
  - Socket 771: Xeon
  - LGA 1366: Intel Core i7 (Nehalem), Xeon (Nehalem)
  - LGA 1156: Intel Core i3, Intel Core i5, Intel Core i7 (Nehalem)
  - LGA 2011: Intel Core i7, Xeon (Sandy Bridge)
  - LGA 1155: Intel Core i5 i Intel Core i3 (Sandy Bridge), Intel Core i7, Intel Core i5 i Intel Core i3 (Ivy Bridge)
  - LGA 1150: Intel Core i7, Intel Core i5 i Intel Core i3 (Haswell i Broadwell)
  - LGA 1151: Intel Core i7, Intel Core i5, Intel Core i3, Intel Pentium G4000/G5000 sèries i Intel Celeron G3900 sèries (Skylake) i (Kaby Lake)
  - LGA 1200: Core i9, Core i7, Core i5, Core i3, Pentium Gold, Celeron.